# Fralsen
Pour les articles homonymes, voir Kelton.
Fralsen, anciennement Kelton est une usine d'horlogerie, membre du groupe américain Timex, et basée à Besançon. Créée en 1955, elle atteint son apogée durant les années 1970, en employant près de 3000 personnes. Au tournant des années 2000, elle devient une bien plus petite structure.

## Histoire

### 1955 - 1973: un développement rapide

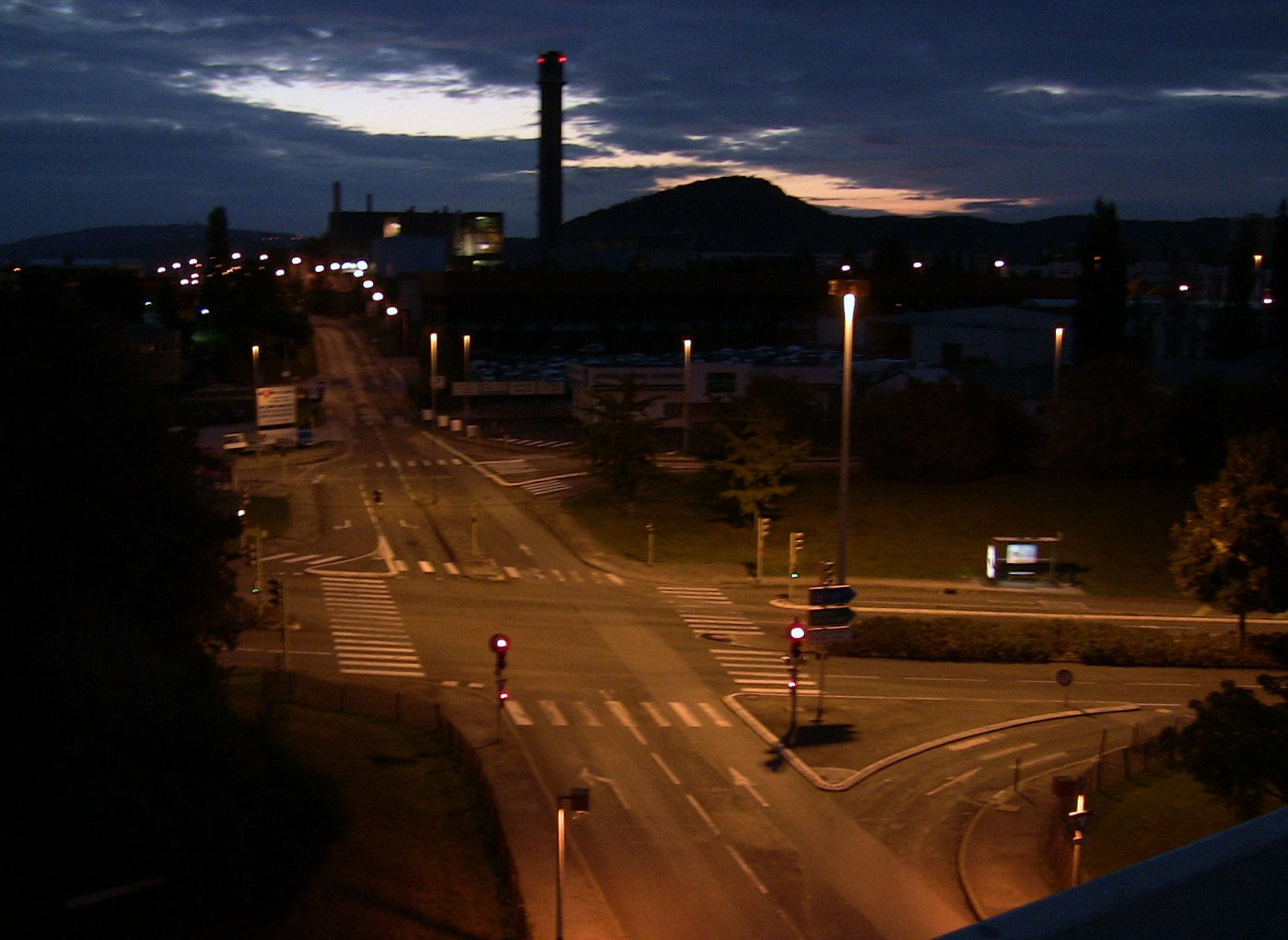
Z.I. Trépillots de Besançon en 2009.

La société voit le jour sous le nom de Kelton. Filiale du groupe américain Timex elle s'implante à Besançon en 1955. Elle est fondée par Stéphane Bouillier, patron de la marque horlogère vixa, qui, après un voyage aux États-Unis, décide de développer la marque en France. Le nom de Kelton fait référence au Elton Hotel (en), à Waterbury. 
Une dizaine d'années plus tard, l'entreprise s’installe dans la zone industrielle des Trépillots. Initialement, elle ne fabrique que des pièces et boitiers de montres pour le reste du groupe. 
En 1962, elle fait partie, aux côtés de Lip et de la Rhodiacéta, des 3 entreprises bisontines de plus de 1000 salariés. Contrairement aux autres entreprises horlogères de la ville, Kelton est spécialisée dans la montre bon marché. Ces dernières sont en vente dans les bureaux de tabac. 
La marque est alors portée par des personnalités telles-que Emerson Fittipaldi et Sylvie Vartan. 

### Début des années 1970: apogée, mouvements sociaux
En septembre 1973, une grève éclate. Suivi par 80% du personnel - soit, plus 1100 ouvriers -, l'usine est partiellement occupée. Le 18, entre 700 et 800 jeunes ouvrières manifestent dans les rues de Besançon et y tiennent un meeting. Les ouvriers revendiquent, notamment, une augmentation horaire de 50 centimes,. Le 20 septembre, syndicats et direction arrivent à un accord. Le travail reprend le 26 septembre au matin. 
En 1975, Kelton atteint les 2800 employés. Elle aurait atteint les 3000 employés, durant cette décennie. 

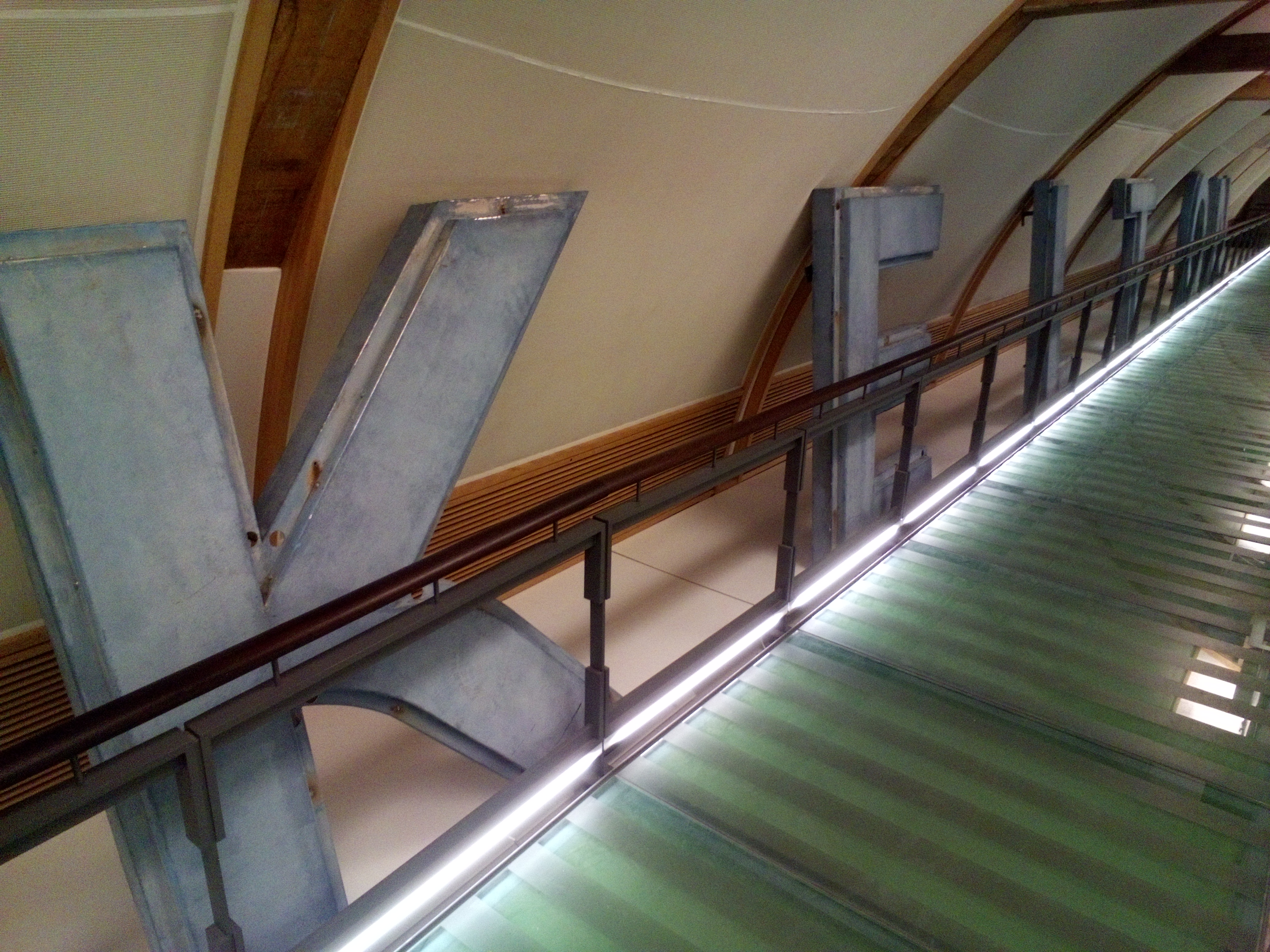
Ancienne enseigne de l'entreprise. Conservée au Musée du Temps.

### Fin des années 1970 - années 1980: crise du quartz et fin de la franchise Kelton
Cependant, la crise du quartz viendra mettre en danger l'entreprise. Depuis la fin des années 1970, Kelton licencie beaucoup de personnel. En 1982, elle ne compte plus que 1900 employés. 

En avril 1985, Fred Olsen, PDG américain de la société, visite l'entreprise de Besançon qui se nomme désormais Fralsen et emploie 1400 personnes. En 1987, alors qu'il se vend, en France, 1 million de montres Kelton par an, - pour un chiffre d'affaires de 100 millions de francs -, Timex décide la fin de la commercialisation de la marque.

Logotype du groupe Timex.

### Depuis 2016: une modeste renaissance

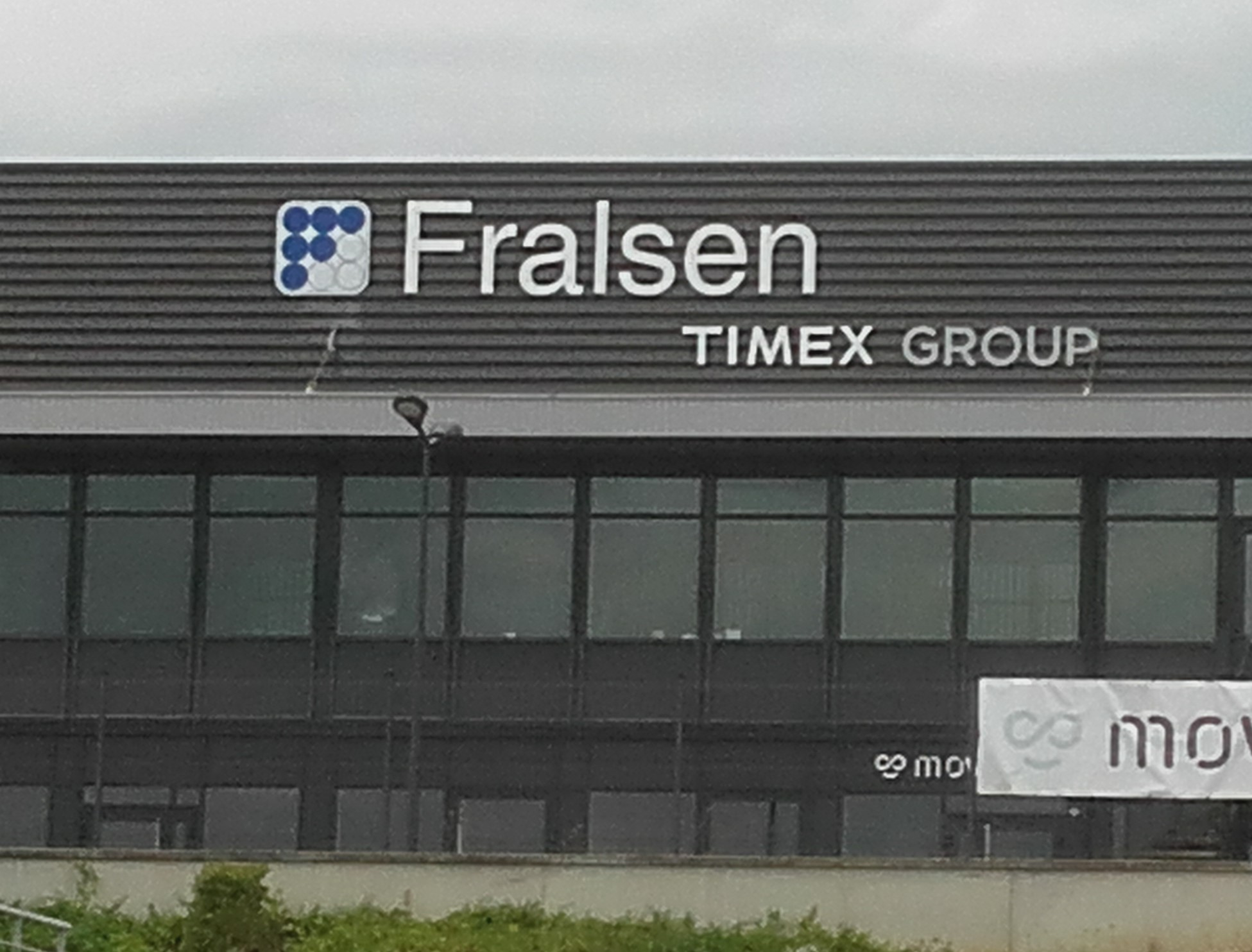
Usine Fralsen vue depuis le boulevard Kennedy à Besançon

Une première tentative de la faire renaitre échoue, en 1999,. Elle ne revient sur le marché qu'en 2016, en surfant sur la vague rétro-vintage, avec la gamme Idyllic. Un accord de cinq ans est signé avec le nouveau propriétaire asiatique et cette dernière est assemblée à Besançon. En 2005, à la suite d'une délocalisation d'une partie de la production vers la Chine, l'entreprise avait licencié autour de 150 salariés,. En 2010, il n'en restait qu'une centaine.
En 2018, dans le contexte de la coupe du monde, elle produit une collection en collaboration avec la Fédération Française de Football.
Le 18 mars 2019, une grève débute avec comme principales revendications : une augmentation des salaires, la mise en place d'un intéressement, ainsi que le prolongement des journées enfants malades jusqu’à l'age de 14 ans. Toutefois, la grève prend fin le 22 mars à la suite du versement d'une prime de 200 euros. 
En mars 2020, dans le contexte de l'épidémie de covid-19, l'entreprise cesse temporairement son activité.
En 2023, Fralsen commercialise le modèle Chronographe 1972. Cette gamme est disponible en deux séries limitées à 100 exemplaires nommée : Kelton et Chapal.